# Diamant cua-rogenc
El diamant cua-rogenc (Bathilda ruficauda) és un ocell de la família dels estríldids (Estrildidae) i única espècie del gènere Bathilda Reichenbach, 1862.
Habita pantans i vegetació de ribera a la llarga del nord d'Austràlia.